# SBペイメントサービス
SBペイメントサービス株式会社（英: SB Payment Service Corp.）は、オンライン決済代行サービス・カード事業を取り扱うソフトバンクの子会社。2019年1月1日に、ソフトバンク・ペイメント・サービス株式会社から商号変更した。

## 沿革
- 2004年（平成16年）
  - 10月1日 - ソフトバンク（現・ソフトバンクグループ）100%の子会社としてソフトバンク・ペイメント・サービス株式会社設立。
  - 12月 - クレジットカード決済代行サービスの提供開始。
- 2005年（平成17年）
  - 7月26日 - ヤフー、ソフトバンクBB、日本テレコムの3社のコンシューマー向け決済のデータ処理を委託される[1]。
  - 8月 - 集金代行サービスの提供開始。
- 2007年（平成19年）2月1日 - ソフトバンク携帯電話ユーザー向けクレジットカード「SoftBank カード」を発行[2]。
- 2008年（平成20年）4月 - ソフトバンクギフト（現・SBギフト）に出資。
- 2010年（平成22年）12月 - プリペイド（前払い式支払い手段）第三者型発行者の登録を行い、仮想通貨サービスの提供を開始。
- 2011年（平成23年）
  - 9月28日 - 資金移動業の登録を行い、フィリピン向け海外送金サービス「GCASH REMIT」を開始[3]。
  - 10月 - MasterCardのブランドライセンスを取得。
- 2012年（平成24年）
  - 2月 - Visaのブランドライセンスを取得。
  - 8月1日 - ベリトランスら5社と「EC決済協議会」を設立[4]。
- 2014年（平成26年）6月25日 - KCカード（現・ワイジェイカード）の株式の35％を取得[5]。
- 2015年（平成27年）
  - 1月 - ワイジェイカードに出資[6]。
  - 3月 - 損害保険代理業務を開始。
  - 3月6日 - プリペイド（前払い式）カード「ソフトバンクカード」の提供開始[7]。
  - 7月1日 - アメリカンホーム医療・損害保険とソフトバンクカード会員向けの交通事故傷害保険「フリーサポートプラン」の提供を開始[8]。
  - 9月15日 - 全株式をソフトバンクに移管し、同社の完全子会社となる[9]。
  - 10月16日 -「UnionPay（銀聯）」メンバーシップライセンスを取得[10]。
- 2019年（平成31年）1月1日 - SBペイメントサービス株式会社に商号変更[11]。
- 2021年（令和3年）7月5日 - 本社を汐留住友ビルから東京ポートシティ竹芝オフィスタワーに移転[12]。